# Hylobates lar lar
El gibón malayo (Hylobates lar lar) es una subespecie en peligro de gibón de manos blancas. Es endémico de Malasia y Tailandia.
El gibón lar malayo a menudo elige árboles de dosel más altos en ubicaciones de mayor elevación para realizar llamadas. Esta subespecie también utiliza áreas topográficamente convexas, como las cimas de colinas y crestas, como los lugares elegidos en lugar de áreas más cóncavas, ya que hace que la ubicación de la llamada sea aún más alta. La razón por la cual las especies de gibones de manos blancas, como el gibón lar malayo, prefieren ciertas ubicaciones de llamada en áreas elevadas, es porque menos obstáculos interrumpen físicamente la transmisión de sus llamadas, como se ha informado en estudios de propagación del sonido de otros primates.